# Fabian von Schlabrendorff
Fabian von Schlabrendorff (Halle an der Saale, 1 de julho de 1907 — Wiesbaden, 3 de setembro de 1980) foi um jurista alemão, um dos poucos líderes da resistência ao regime nazi que sobreviveu ao final da guerra.

## Biografia
Schlabrendorff fez a vida como advogado até ser incorporado no exército alemão na Segunda Guerra Mundial, como tenente reservista. Como muitos outros, não era favorável ao regime de Adolf Hitler, que via como um perigo para a nação alemã. As suas opiniões políticas aproximaram-no do círculo da resistência no exército, liderada por diversos oficiais da Wehrmacht e Abwehr. Quando chegou a hora de entrar no serviço militar activo, foi recrutado como adjunto do Coronel Henning von Tresckow (mais tarde General), um dos cabecilhas da resistência. Tresckow passou a maior parte da guerra destacado na frente Leste e Schlabrendorff, mais livre para viajar com frequência, fazia a ligação entre o seu núcleo e os conspiradores de Berlim, nomeadamente Ludwig Beck, Carl Goerdeler, Hans Oster e Friedrich Olbricht. Juntos planearam muitos atentados e golpes de estado, dos quais apenas dois foram levados à prática. Schlabrendorff foi instrumental na primeira das tentativas para assassinar Hitler, em Março de 1943, tendo sido o responsável pela introdução de explosivos disfarçados de garrafas de Cognac no avião que transportou o Führer de regresso à Alemanha. A bomba não detonou por falha do dispositivo de ignição.
Schlabrendorff esteve também envolvido no segundo, e mais conhecido, atentado de 20 de Julho de 1944, protagonizado por Claus von Stauffenberg. Mais uma vez, Adolf Hitler sobreviveu e a tentativa resultou numa caça aos conspiradores da resistência. Muitos, como Beck e Tresckow cometeram suicídio, alguns foram executados sumariamente no dia seguinte, mas Schlabrendorff foi preso pela Gestapo. O interrogatório, acompanhado de tortura, levou alguns meses, sem que as forças de segurança conseguissem arrancar-lhe nenhuma informação. Finalmente, em Fevereiro de 1945, Schlabrendorff foi apresentado ao Volksgerichtshof ("Tribunal do Povo") para enfrentar julgamento e uma inevitável pena de morte. Por mero acaso, a Força Aérea Americana realizou um bombardeamento sobre Berlim durante os procedimentos e a sessão teve que ser cancelada. Nunca seria reiniciada uma vez que Roland Freisler, o juiz, morreu esmagado por uma trave na cave do edifício do tribunal que foi bombardeado. Provavelmente, foi o que salvou a sua vida: Freisler era um nazi convicto que mandou executar cerca de 90% dos réus presentes ao seu tribunal especial para crimes políticos.
Entre Fevereiro e o final da guerra, Schlabrendorff esteve aprisionado em vários campos de concentração, passando por Sachsenhausen e Dachau, até ser libertado por tropas americanas em Maio de 1945.
Após a guerra, Schlabrendorff regressou à vida como jurista, tendo sido juiz do Tribunal Constitucional da Alemanha Ocidental entre 1967 e 1975.